# Father to a Sister of Thought
Father to a Sister of Thought è un singolo del gruppo musicale statunitense Pavement, pubblicato il 27 giugno 1995 come secondo estratto dal terzo album in studio Wowee Zowee. La canzone è stata pubblicata in vinile da 7 pollici e in CD; le canzoni sono le stesse per entrambi i formati. Entrambi i lati B sono inclusi tra le canzoni bonus della riedizione di Wowee Zone del 2006.

## Video
Il video musicale di "Father to a Sister of Thought" vede la band suonare di fronte a un fondale a tema western dipinto da Steve Keene, utilizzato anche dal gruppo durante il tour di quel periodo.

## Canzoni
1. Father to a Sister of Thought – 3:35
2. Kris Kraft – 2:48
3. Mussle Rock (Is a Horse in Transition) – 3:31

Durata totale: 9:54